# フェリックス・マリア・スロアガ
フェリックス・マリア・スロアガ・トリーロ（スペイン語: Félix María Zuloaga Trillo、1813年3月31日 – 1898年2月11日）はメキシコの軍人でレフォルマ戦争における保守派の指導者。1850年代末から1860年代初頭に、ベニート・フアレス大統領に対抗して『1857年憲法』に反対する保守勢力の大統領を務めた。

## 生涯
ソノラ州のアラモスに生まれた。チワワの初等学校に学び、その後、メキシコシティの修練学校（セミナリオ）に進学した。修練学校を退学してチワワに戻った後、1834年に民兵に加入し、アパッチ族とコマンチェへの遠征に参加した。
1838年に首都に戻ると、工兵隊の少尉として陸軍に参加し、菓子戦争とテキサス独立戦争で活躍した。スロアガは当初政治的には自由主義で、1840年に、アナスタシオ・ブスタマンテ（保守とリベラルの両面を持っていた）を守っていた。後にアントニオ・ロペス・デ・サンタ・アナと手を組むことになる。彼はユカタン半島分離独立派と戦い、モンテレーの城塞化を指揮した。米墨戦争の間はチワワ市長であった。
1838年に陸軍に復帰し、メキシコシティ駐屯地の作戦会議議長に指名された。
当時准将であった1854年にアユトラ綱領を支援する自由派と戦い、投獄された。1855年にはクエルナバカで発足した軍事政権の議会のチワワ選出の議員となった。

## 保守派の大統領
スロアガはプエブラでの二つの遠征では保守派と戦っていたが、1857年12月17日に、『1857年憲法』への反対を表明し、将軍たちの軍事政権とカトリック聖職者の指導によるクーデターに参加した。2年後、穏健派の大統領イグナシオ・コモンフォルトは復古的な「タクバヤの陰謀」を受け入れて、憲法を廃棄した。ベニート・フアレスを含む自由主義者らは、法に基づいて最高裁長官で副大統領のフアレスを後継大統領としたが、彼らは逮捕され投獄された。
コモンフォルト大統領が彼が最高権力者であることを表明したあと、軍事政権の指導者は窮地に陥った。1858年1月11日、コモンフォルトの友人であったスロアガは大統領の辞任を要求した。コモンフォルトは10日間抵抗し、その間に彼はフアレスや投獄されていた他の自由主義者を自由の身にした。
コモンフォルトによる自由主義者の解放で、フアレスは憲法による一致で大統領とみなされた。しかしスロアガは首都の軍を掌握しており、フアレスはグアナフアトに臨時政府を樹立せざるを得なかった。これはレフォルマ戦争の始まりであった。コモンフォルトはどの党派からも否認され、亡命した。
スロアガは、反憲法議会、保守派の将軍とカトリックの聖職者によって暫定大統領に選ばれた。
ナビダ計画のもと、遠征中のミゲル・ミラモン将軍の代わりであったマヌエル・ロブレス・ペスエラによって証言された、1858年12月24日まで大統領を務めた。
ロブレス・ペスエラは大統領を1859年1月21日にまで務め、24日にはスロアガが大統領に復帰した（ホセ・マリアーノ・サラスも短期間だが保守派の大統領だという）。 
スロアガの第2期は2月1日まで続き、その後ミゲル・ミラモンがとって代わった。
1860年5月9日に、スロアガは大統領であることを主張したが、後にミラモンは彼を逮捕した。
ミラモンはスロアガの逮捕に際してついて行ったと記録されている。「私はあなたに大統領になる方法を教えよう」。スロアガはレオン・グアナフアトから1860年8月6日に逃亡し、メキシコシティに進軍した。しかし統治評議会（軍事政権の議会）は彼を大統領として認めなかった。

## 晩年
レフォルマ戦争が自由主義派の勝利で終わると、スロアガは公職停止を宣言された。メルチョール・オカンポの処刑の責任を問われたためである。 
第二帝政の頃にフランス軍と同盟を結ぼうとしたが失敗した。1865年に彼はキューバに亡命した。フアレスの死後に帰国したが、公職の復帰は認められなかった。帰国後は煙草商を営んだ。1898年にメキシコシティで没した。